# Malaga (Washington)
Malaga az Amerikai Egyesült Államok északnyugati részén, Washington állam Chelan megyéjében elhelyezkedő, 1903-ban alapított önkormányzat nélküli település.
Malaga postahivatala 1903 óta működik.

## Fordítás
Ez a szócikk részben vagy egészben  a   Malaga, Washington című angol Wikipédia-szócikk ezen változatának fordításán alapul.  Az eredeti cikk szerkesztőit annak laptörténete sorolja fel. Ez a jelzés csupán a megfogalmazás eredetét és a szerzői jogokat jelzi, nem szolgál a cikkben szereplő információk forrásmegjelöléseként.